# Котик Олексій Данилович
Олексій Данилович Котик — майор Збройних сил України, учасник російсько-української війни.

## Нагороди
- орден Богдана Хмельницького III ступеня (2016) — за особисту мужність і високий професіоналізм, виявлені у захисті державного суверенітету та територіальної цілісності України, вірність військовій присязі.